# Baseketball
BASEketball är en amerikansk komedifilm från 1998.

## Om filmen
Baseketball regisserades av David Zucker, som även skrivit filmens manus tillsammans med Robert LoCash, Lewis Friedman och Jeff Wright.

## Rollista (urval)
- Trey Parker - Joe Cooper
- Matt Stone - Doug Remer
- Dian Bachar - Squeak Scolari
- Yasmine Bleeth - Jenna Reed
- Jenny McCarthy - Yvette Denslow
- Ernest Borgnine - Ted Denslow
- Robert Vaughn - Baxter Cain
- Trevor Einhorn - Joey Thomas
- Victoria Silvstedt - sig själv